# Sydney Bailey
Sydney Frederick Bailey (16 de abril de 1884-19 de julio de 1967) fue un deportista británico que compitió en ciclismo en la modalidad de pista. Ganó una medalla de bronce en el Campeonato Mundial de Ciclismo en Pista de 1910, en la prueba de medio fondo.

## Medallero internacional
| Campeonato Mundial | Campeonato Mundial | Campeonato Mundial | Campeonato Mundial |
| Año                | Lugar              | Medalla            | Competición        |
| ------------------ | ------------------ | ------------------ | ------------------ |
| 1910               | Bruselas (Bélgica) | Medalla de bronce  | Medio fondo (A)    |